# Das Haus in Montevideo

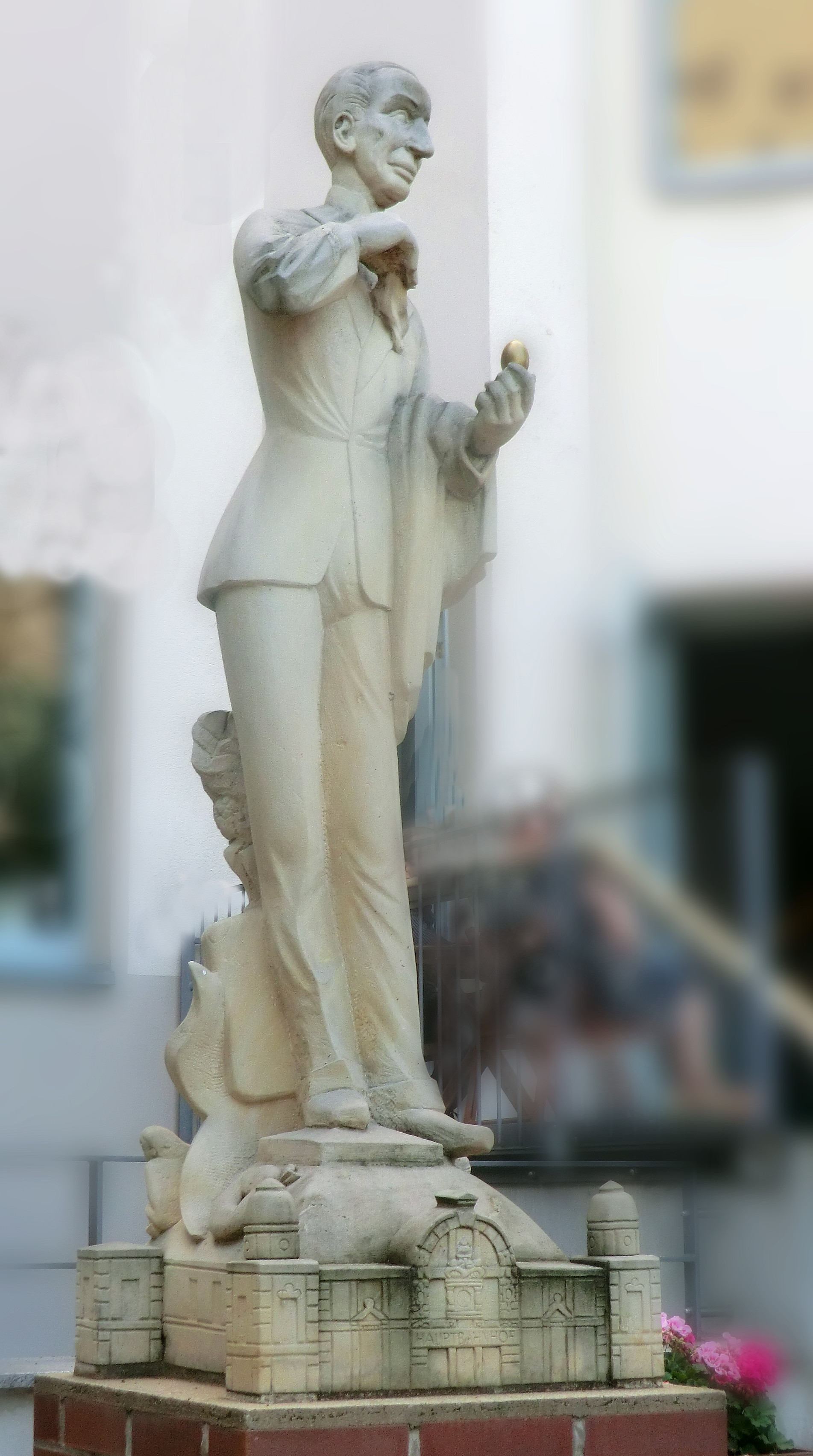
Monumento a Curt Goetz, autor de la obra "La casa en Montevideo"

La casa en Montevideo (en alemán: Das Haus in Montevideo) es una comedia de Curt Goetz.
Su estreno en lengua alemana fue el 27 de diciembre de 1950 en Berlín, no obstante, ya se había estrenado en 1945 en el Playhouse Theatre en Broadway, Nueva York, donde Goetz vivía durante la época de la guerra.
La obra trata sobre la moral, la tentación y el premio a la virtud. Escrita en cuatro actos, el primero y el último se desarrollan en una pequeña ciudad alemana, en tanto que el segundo y el tercero tienen lugar en la capital uruguaya, Montevideo.
En 1951 fue llevada al cine por el propio Goetz. Posteriormente, Helmut Käutner dirigió una nueva versión en 1963.